# 厚木看護専門学校
厚木市看護専門学校（あつぎかんごせんもんがっこう、英称:Atsugi School of Nursing）は、神奈川県厚木市松枝にある。3年制と2年制の医療専門課程 看護学科を持つ専修学校である。

## 概要
1968年4月に、社会福祉法人神奈川県神奈川県老人福祉事業団の厚木准看護婦学校を前身とする厚木市内に所在する看護専門学校。現在は、社会福祉法人神奈川県総合リハビリテーション事業団の翼下となっている。また、神奈川県央地域内唯一の看護学校であるため県央地域の医療機関への人材輩出を目指している。

## 沿革
- 1968年（昭和43年）4月 - 旧厚木保健所の建物を改修し、厚木准看護婦学校として開校。
- 1969年（昭和44年）7月 - 各種学校として神奈川県より認可（県指令学宗第194号）。
- 1971年（昭和46年）12月 - 厚生大臣より看護婦養成所（看護学科（2年課程・昼間定時制））として指定。
- 1972年（昭和47年）4月 - 第二看護学科（2年課程・昼間定時制）を新設し、併せて校名を厚木看護学院へ改称。
- 1972年（昭和47年）7月 - 新校舎落成。
- 1972年（昭和47年）12月 - 厚生大臣より看護婦養成所として第二看護学科の指定。
- 1973年（昭和48年）4月 - 母体となる社会福祉法人が「神奈川県総合リハビリテーション事業団」に改組され、同事業団立の厚木看護学院となる。
- 1980年（昭和55年）11月 - 専修学校の「専門課程」・「高等課程」の学校課程認可。
- 1981年（昭和56年）4月 - 現在の厚木看護専門学校に改称。
- 1981年（昭和56年）12月 - 厚生大臣より看護婦養成所として第一看護学科の指定。
- 1982年（昭和57年）4月 - 第一看護学科（3年課程・全日）を新設。
- 1995年（平成7年）3月 - 専門士の称号が付与できる専修学校の専門課程として認可。
- 2002年（平成14年）3月 - 保健師助産師看護師法の施行（旧保健婦助産婦看護婦法）により男女ともに「看護師」という名称に統一。
- 2003年（平成15年）3月 - 准看護学科（医療高等課程）を廃止。
- 2010年（平成22年）4月 - 3代目新校舎完成し移転。[2]
- 2010年（平成22年）4月 - 入学定員の変更（第一看護学科を40人から80人へ、第二看護学科を30名から40名へ増員）。
- 2013年（平成25年）4月 - 第二看護学科の登校形態変更（半日週5日から週3日登校制へ変更）。
- 2017年（平成29年）2月 - 文部科学大臣より「職業実践専門課程」の認定。
- 2018年（平成30年）4月 - 創立50周年を迎える。
- 2019年（令和元年）9月 - 神奈川県知事より「高等教育の就学支援新制度」の認可。

## 設置学科
- 医療専門課程 看護学科（3年課程・全日）[3]

## 取得できる資格・免許状
- 看護師 国家試験受験資格
- 保健師・助産師の養成機関受験資格
- 養護教諭免許一種の養成機関（看護系）受験資格
- 専門士（医療専門課程）の称号[4]
- 大学編入学受験資格（取得単位の置き換え）

## 学内奨学金
- 神奈川県総合リハビリテーション事業団学資金
- 神奈川県修学資金